# Йордан, Вильгельм (писатель)
Карл Фридрих Вильгельм Йордан (нем. Carl Friedrich Wilhelm Jordan; 8 февраля 1819, Инстербург, Восточная Пруссия — 25 июня 1904, Франкфурт-на-Майне) — немецкий писатель.

## Биография
Изучал теологию в Кёнигсбергском университете, в 1842 г., защитив диссертацию, перебрался в Берлин, а годом позже в Лейпциг, где в 1845—1846 гг. издавал ежемесячный журнал «Die begriffene Welt», в котором старался ввести в беллетристику популярное изложение естественных наук. Из-за нескольких журнальных процессов был вынужден покинуть Саксонию, работал в бременской газете Bremer Zeitung, исполнял обязанности её корреспондента в Берлине и Париже.
Придерживаясь леволиберальных взглядов, в 1848 году Йордан стал депутатом Франкфуртского национального собрания, где примкнул первоначально к леволиберальному республиканскому крылу. Определённое внимание привлекла речь Йордан по «польскому вопросу», направленная на закрепление германской принадлежности в прошлом польских земель; в связи с этим язвительную статью посвятил Йордану Карл Маркс, охарактеризовавший его речь как «немного затасканной беллетристической пышности, немного аффектированного презрения к миру, — которое у Гегеля было смелостью, а у г-на Иордана становится дешёвым, плоским дурачеством, — короче говоря, немного колокола и пушки, „дым и звук“, облеченные в фразы дурного стиля, и, вдобавок, невероятная путаница и невежество в том, что касается самых обыкновенных исторических отношений».
После роспуска Национального собрания Йордан остался во Франкфурте, полностью посвятив себя литературной деятельности. К его 80-летию его родной город Инстербург присвоил ему звание почётного гражданина.

## Творчество
Лучшим произведением Йордана считалось: «Demiurgos. Ein Mysterium» (1852—1854) — нечто среднее между эпосом и драмой, некоторые критики приравнивали «Demiurgos» ко второй части Гётевского «Фауста».
Гораздо более известна поэма Иордана «Нибелунги» (I ч. «Зигфрид», II ч. «Возвращение Гильдебранта»), написанная аллитерацией; автор публично читал это произведение более чем в 200 городах Европы и Америки. Из лирических произведений Иордана заслуживают внимание «Колокол и Пушка» и «Последние песни». Лучшая из его драм — «Die Witwe des Agis»; серьёзными литературными достоинствами отличаются его романы «Die Sebalds» и «Zwei Wiegen». Общий недостаток произведений Йордана — преобладание рефлексии. Ему принадлежат также образцовые переводы Эдды, Илиады и Одиссеи, Софокла, Шекспира и литовских народных песен.